# Lettische Blaue Kuh
Die Lettische Blaue Kuh (lettisch Latvijas zilā govs) ist eine primitive Rinderrasse (Bos primigenius taurus). Die Rasse ist heute vom Aussterben bedroht und kommt hauptsächlich im Nordosten Kurlands vor.

## Geschichte
Die Vorfahren der Rasse könnten mit den Indoeuropäern vor 4000 Jahren eingewandert sein, da eine Verwandtschaft zur Ungarischen Steppenkuh vermutet wird. Eine andere Hypothese nimmt eine Einfuhr aus Skandinavien an, wo ähnliche Rassen vorkamen. Im Jahr 2000 wurde ein Verband zur Arterhaltung gegründet. Nach einer staatlichen Statistik gab es im Jahr 2010 einen Bestand von 1240 „Lettischen Blauen“, in den letzten Jahren ging die Zahl auf 855 zurück.

## Beschreibung
Die Rasse hat ein blaugraues Fell. Die mittlere Kreuzbeinhöhe beträgt 133 cm (Gewicht: 480 kg). Die Rasse hat einen ruhigen und genügsamen Charakter und ist unanfällig gegen Krankheiten. Im Vergleich zu modernen Arten des Hausrindes ist die Milchleistung geringer.